# Mineko Iwasaki
Mineko Iwasaki (jap. 岩崎峰子 Iwasaki Mineko), wcześniej Masako Tanaka (jap. 田中政子 Tanaka Masako; ur. 2 listopada 1949 w Kioto) – najbardziej znana geiko (gejsza) w Japonii, autorka autobiografii Gejsza z Gion. Sławą okryła ją książka Arthura Goldena "Wyznania gejszy".

## Życiorys
W wieku 3 lat została zauważona przez panią Iwasaki, matkę (okāsan) Iwasaki oki-ya. Wcześniej jej siostra nieoczekiwanie wyszła za mąż, nie spłacając długów. Okāsan Iwasaki nalegała, aby Masako wprowadziła się jako dziecko do okiya, zaczęła edukację jako gejsza i stała się jej zastępczynią.
Masako przeprowadziła się do okiya i w wieku 6 lat, 6 miesięcy i 6 dni (według liczenia japońskiego; w zachodnim liczeniu jest to wiek pięciu lat, sześciu miesięcy i sześciu dni) zaczęła naukę w szkole gejsz. Zapałała wielką miłością do tańca. Trzy lata później została adoptowana i zmieniła imię na Mineko Iwasaki.
Szybko wspięła się po szczeblach kariery i wzbudziła zachwyt jeszcze jako minarai – praktykantka, która odwiedzała herbaciarnie w celu obserwacji starszych koleżanek. Zdała egzamin na maiko najlepiej w swoim roczniku. Miała przepełniony terminarz i na niektórych przyjęciach pojawiała się tylko na 5-10 minut.
W latach 60. jej zdjęcie pojawiło się na plakatach i gadżetach promujących Kioto. W latach 70. wzięła udział w telewizyjnej reklamie whiskey marki Suntory.
Mineko odeszła z zawodu u szczytu kariery, w wieku 29 lat. Chciała zaprotestować przeciwko zasadom obowiązującym w Gion i dzisiejszemu rozumieniu słowa "gejsza".
Aktualnie ma męża, Satō Jin'ichirō.

## Sława
Mineko poznała osobiście takie osobistości jak Elia Kazan, Henry Kissinger, Gucci, Książę Karol, Elżbieta II.